# IC 1843
IC 1843 је спирална галаксија у сазвјежђу Кит која се налази на листи објеката дубоког неба у Индекс каталогу.
Деклинација објекта је + 2° 52' 50" а ректасцензија 2h 45m 24,9s. Привидна величина (магнитуда) објекта IC 1843 износи 13,3 а фотографска магнитуда 14,1. IC 1843 је још познат и под ознакама UGC 2228, MCG 0-8-4, CGCG 389-4, IRAS 02428+0240, PGC 10429.